# Lindmania
Lindmania – rodzaj roślin z rodziny bromeliowatych (Bromeliaceae). Obejmuje 36 lub 38 gatunków. Rośliny te występują na Wyżynie Gujańskiej w Ameryce Południowej. Zasiedlają otwarte siedliska – są światłolubnymi bylinami.

## Morfologia
PokrójRośliny zielne o gatunkach zróżnicowanych pod względem wielkości.
LiścieSkrętoległe, zebrane w przyziemną rozetę, zwykle całobrzegie, rzadko w różnym stopniu piłkowane.
KwiatyZebrane w kwiatostany złożone, rzadko pojedyncze, zwykle bardzo skróconej szypule (głąbiku). Kwiaty są obupłciowe, drobne, zwykle białe lub zielonkawe. Zewnętrzne i wewnętrzne listki okwiatu są wolne i nagie. Wolne są także nitki pręcików. Zalążnia górna, naga, z prostą i cienką szyjką słupka.
OwoceKrótkie, jajowate torebki.

## Systematyka
Rodzaj z rodziny bromeliowatych Bromeliaceae, a w jej obrębie z podrodziny Lindmanioideae Givnish. Podrodzina zajmuje w obrębie rodziny pozycję blisko bazalnej (bardziej bazalna jest podrodzina Brocchinioideae z rodzajem Brocchinia). W różnych ujęciach włączany tu jest gatunek Cottendorfia florida z monotypowego rodzaju Cottendorfia lub wyłączany. Poza tym siostrzanym rodzajem jest Connellia N.E. Br. Dawniej włączane były do plemienia Pitcairnieae i podrodziny Pitcairnioideae.
Wykaz gatunków
- Lindmania arachnoidea (L.B.Sm., Steyerm. & H.Rob.) L.B.Sm.
- Lindmania argentea L.B.Sm.
- Lindmania atrorosea (L.B.Sm., Steyerm. & H.Rob.) L.B.Sm.
- Lindmania aurea L.B.Sm., Steyerm. & H.Rob.
- Lindmania brachyphylla L.B.Sm.
- Lindmania candelabriforma B.Holst
- Lindmania cylindrostachya L.B.Sm.
- Lindmania dendritica (L.B.Sm.) L.B.Sm.
- Lindmania dyckioides (L.B.Sm.) L.B.Sm.
- Lindmania geniculata L.B.Sm.
- Lindmania gracillima (L.B.Sm.) L.B.Sm.
- Lindmania guianensis (Beer) Mez
- Lindmania holstii Steyerm. & L.B.Sm.
- Lindmania huberi L.B.Sm., Steyerm. & H.Rob.
- Lindmania imitans L.B.Sm., Steyerm. & H.Rob.
- Lindmania lateralis (L.B.Sm. & Read) L.B.Sm. & H.Rob.
- Lindmania longipes (L.B.Sm.) L.B.Sm.
- Lindmania maguirei (L.B.Sm.) L.B.Sm.
- Lindmania marahuacae (L.B.Sm., Steyerm. & H.Rob.) L.B.Sm.
- Lindmania minor L.B.Sm.
- Lindmania navioides L.B.Sm.
- Lindmania nubigena (L.B.Sm.) L.B.Sm.
- Lindmania oliva-estevae Steyerm. & L.B.Sm. ex B.Holst
- Lindmania phelpsiae L.B.Sm.
- Lindmania piresii L.B.Sm., Steyerm. & H.Rob.
- Lindmania riparia L.B.Sm., Steyerm. & H.Rob.
- Lindmania saxicola L.B.Sm., Steyerm. & H.Rob.
- Lindmania serrulata L.B.Sm.
- Lindmania smithiana (Steyerm. & Luteyn) L.B.Sm.
- Lindmania stenophylla L.B.Sm.
- Lindmania steyermarkii L.B.Sm.
- Lindmania subsimplex L.B.Sm.
- Lindmania thyrsoidea L.B.Sm.
- Lindmania tillandsioides L.B.Sm.
- Lindmania vinotincta B.Holst & Vivas
- Lindmania wurdackii L.B.Sm.